# Outside (singel Calvina Harrisa)
Outside – piosenka szkockiego DJ Calvina Harrisa, pochodząca z jego czwartego albumu Motion, nagrana z udziałem Ellie Goulding. Utwór został wydany 20 października 2014 roku jako czwarty singel promujący płytę.

## Teledysk
Teledysk do singla został nakręcony 20 października 2014 roku w Los Angeles, a jego reżyserią zajął się Emil Nava. Premiera wideo odbyła się 12 listopada 2014 roku. 16 marca klip osiągnął 100 milionów wyświetleń.

## Track lista
- ; Digital download[4]

1. "Outside" (featuring Ellie Goulding) – 3:47

- ; CD single[5]

1. "Outside" (featuring Ellie Goulding) – 3:49
2. "Ecstasy" (featuring Hurts) – 3:42

## Notowania i certyfikaty
| Lista (2015)                             | Najwyższa pozycja |
| ---------------------------------------- | ----------------- |
| Australia (ARIA Charts)                  | 7                 |
| Austria (Ö3 Austria Top 40)              | 3                 |
| Belgia (Ultratop 50 Flandria)            | 8                 |
| Belgia (Ultratop 50 Walonia)             | 8                 |
| Chorwacja (ARC 100)                      | 14                |
| Czechy (IFPI Ceská Republika)            | 1                 |
| Dania (Tracklisten)                      | 5                 |
| Kanada (Canadian Hot 100)                | 33                |
| Finlandia (Suomen virallinen lista)      | 1                 |
| Francja (SNEP)                           | 19                |
| Hiszpania (PROMUSICAE)                   | 11                |
| Holandia (MegaCharts)                    | 8                 |
| Irlandia (IRMA)                          | 5                 |
| Japonia (Japan Hot 100)                  | 87                |
| Korea Południowa (GAON)                  | 51                |
| Luksemburg (Billboard)                   | 2                 |
| Niemcy (Media Control Charts)            | 1                 |
| Norwegia (VG-Lista)                      | 3                 |
| Nowa Zelandia (NZ Top 40 Singles)        | 7                 |
| Polska (Dance Top 50)                    | 13                |
| Polska (AirPlay – Top)                   | 1                 |
| RPA (EMA)                                | 10                |
| Szkocja (The Official Charts Company)    | 3                 |
| Słowacja (IFPI)                          | 3                 |
| Szwajcaria (Schweizer Hitparade)         | 5                 |
| Szwecja (Sverigetopplistan)              | 3                 |
| Węgry (Dance top 40)                     | 5                 |
| Włochy (FIMI)                            | 14                |
| Wielka Brytania (UK Singles Chart)       | 6                 |
| Stany Zjednoczone (Billboard Hot 100)    | 50                |
| Stany Zjednoczone (Hot Dance Club Songs) | 29                |
| Stany Zjednoczone (Top 40 Mainstream)    | 21                |

| Kraj                  | Certyfikat | Sprzedaż |
| --------------------- | ---------- | -------- |
| Australia (ARIA)      | Platyna    | 70 000+  |
| Nowa Zelandia (RMNZ)  | Platyna    | 15 000+  |
| Wielka Brytania (BPI) | Srebro     | 200 000+ |
| Włochy (FIMI)         | Złoto      | 15 000+  |